# 牛锡庶
牛錫庶（?—?），個性文靜，不和群，多次考試不中。貞元元年，算命師告他明年中狀元。。一日因避朝官誤入禮部尚書蕭昕府第，蕭昕向他索要文卷，再三稱讚。萧昕告訴他：“来年若知贡举，君即状头也。”德宗貞元三年（787年）進士科狀元，人稱“許願狀元”。